# Furstendömet Serbien
Furstendömet Serbien (serbiska: Кнежевина Србија/Kneževina Srbija) var en stat på Balkan som bildades under Serbiska revolutionen (1804-1817). Furstendömet skapades 1817 genom förhandlingar som ledde till ett oskrivet avtal mellan Miloš Obrenović I, (ledare av andra serbiska upproret) och Marashli Pasha (osmansk befattningshavaren), vilket avslutade den serbiska revolutionen. Avtalet följdes av en serie dokument publicerade av Osmanska rikets regering 1828, 1829 och slutligen, 1830, i dokumentet Hatt-i Sharif.

## Historia
Trots stort motstånd från Osmanska rikets myndigheter, lyckades de revolutionära ledarna, först Karađorđe Petrović och sedan Miloš Obrenović I, nå sitt mål att befria Serbien från århundraden av osmanskt styre. Osmanska myndigheter godkände formellt staten 1830 genom dokumentet Hatt-i Sharif. Miloš Obrenović blev därmed arvsfurste för Furstendömet Serbien. 
Först ingick bara territorier från tidigare Sanjak av Smederevo, men 1831-1833 expanderade furstendömet österut, söderut och västerut. De sista osmanska trupperna lämnade det expanderade territoriet 1867, vilket säkrade de facto oberoende. Serbien utökades sedan mot sydost 1878, då det också vann fullt internationellt erkännande vid Berlinkongressen 1878. Furstendömet fanns sedan kvar till 1882, då det blev Kungariket Serbien.

## Regenter
Furstendömet styrdes av Obrenovićdynastin, förutom en period under furste Aleksandar av Karađorđevićdynastin. Furste Miloš och Mihailo Obrenović regerade båda två gånger.
Lista over furstendömets furstar:
- Miloš Obrenović (1815-1839) första regeringstiden
- Milan Obrenović (1839) regerade bara i 26 dagar, dog sedan
- Mihailo Obrenović (1839-1842) första regeringstiden
- Aleksander Karađorđević (1842-1858)
- Miloš Obrenović (1858-1860) andra regeringstiden
- Mihailo Obrenović (1860-1868) andra regeringstiden
- Milan Obrenović (1868-1882)

## Kartor

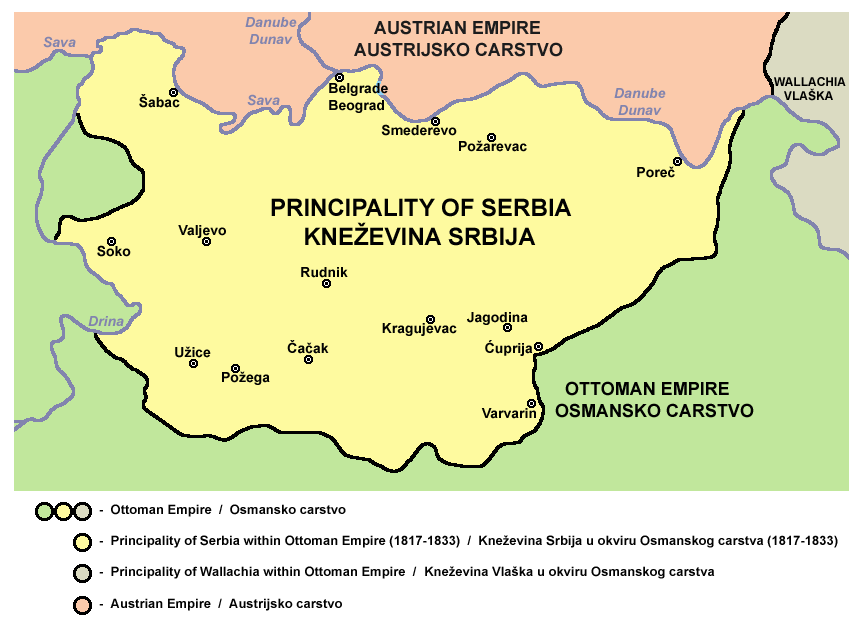
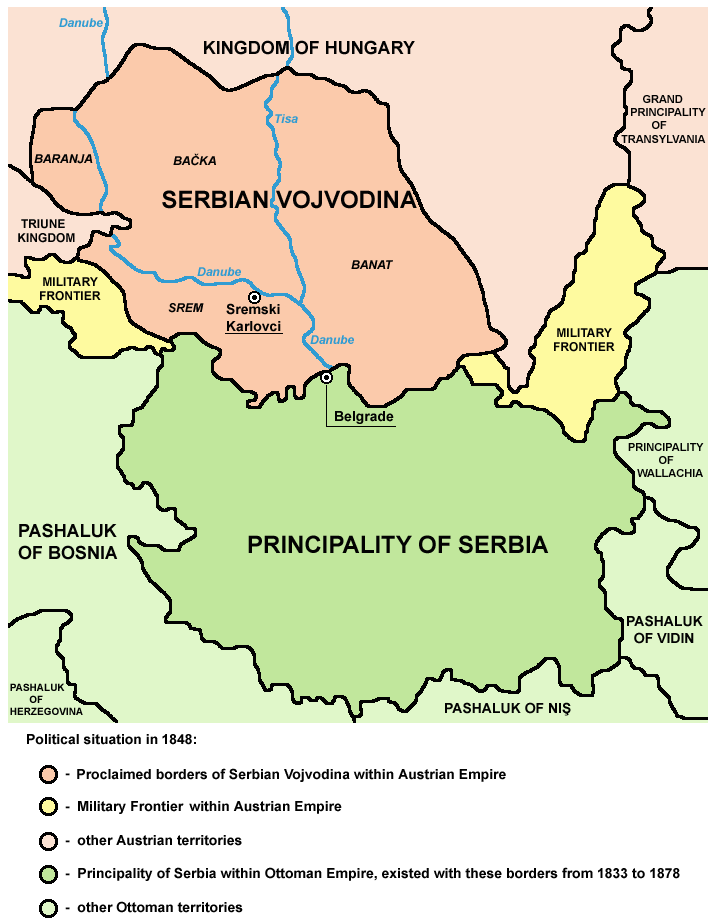
Furstendömet Serbien och Serbiska Vojvodina 1848.
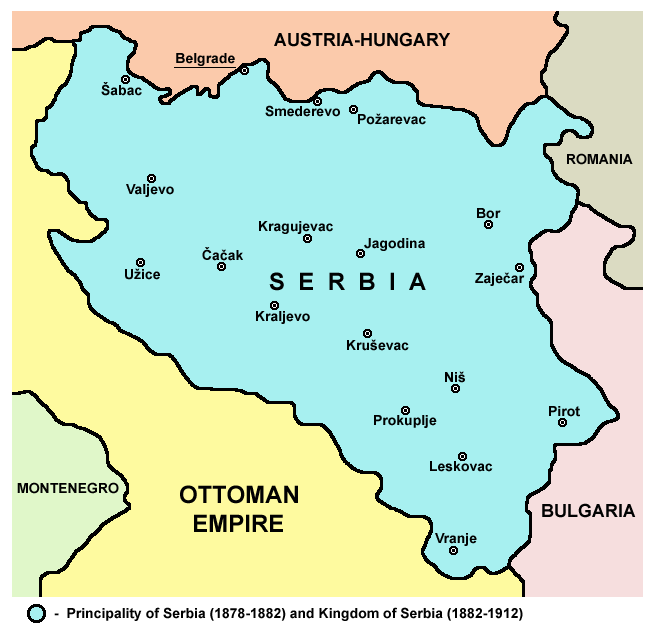
Furstendömet Serbien 1878.